# Setodes nagarjouna
Setodes nagarjouna is een schietmot uit de familie Leptoceridae. De soort komt voor in het Oriëntaals gebied.
De wetenschappelijke naam van de soort werd voor het eerst gepubliceerd in 1961 door de Canadese entomoloog Fernand Schmid.